# نوبوهيرو ساداتومي
نوبوهيرو ساداتومي (باليابانية: 貞富 信宏) (5 يوليو 1979 في طوكيو في اليابان - )؛ هو لاعب كرة قدم ياباني سابق كان يلعب كلاعب وسط.

## وصلات خارجية
- نوبوهيرو ساداتومي على موقع رابطة كرة القدم اليابانية للمحترفين (اليابانية)
- نوبوهيرو ساداتومي على موقع عالم كرة القدم.نت (الإنجليزية)